# 97 (tal)
97 (nittiosju) är det naturliga talet som följer 96 och som följs av 98.

## Inom matematiken
- Hexadecimala talsystemet: 61
- Binärt: 1100001
- Delbarhet: 1 och 97
- Det 25:e primtalet efter 89 och före 101
- {\displaystyle 97=2^{4}+3^{4}}. Det tredje primtalet, som kan skrivas som summan av två fjärdepotenser
- 97 är ett udda tal.
- 97 är ett extraordinärt tal
- 97 är ett Prothtal
- 97 är ett latmirp
- 97 är ett aritmetiskt tal
- 97 är ett Ulamtal
- 97 är ett palindromtal i det oktala talsystemet.

## Inom vetenskapen
- Berkelium, atomnummer 97
- M97, Ugglenebulosan, planetarisk nebulosa i Messiers katalog
- 97 Klotho, en asteroid